# 336 km (obwód pskowski)
336 km (Gajdy) (ros. 336 км (Гайды)) – przystanek kolejowy w rejonie wielkołuckim, w obwodzie pskowskim, w Rosji. Położony jest na linii Wielkie Łuki - Newel. W pobliżu znajduje się osiedle dacz. Najbliższą miejscowością jest Szeklino.
Dawniej prócz przystanku była to także mijanka.